# Franz Ludwig Schmidt-Knatz
Franz Ludwig Schmidt-Knatz (* 6. Januar 1913 in Frankfurt am Main; † 21. Juni 2002) war ein deutscher Jurist und Präsident der Polytechnischen Gesellschaft Frankfurt am Main, der sich in vielerlei Hinsicht, unter anderem durch sein ehrenamtliches Engagement, um die Stadt Frankfurt verdient gemacht hat.

## Leben
Der 1913 geborene Juristensohn stammte aus einer seit Generationen in Frankfurt am Main ansässigen Familie. Nachdem er die Musterschule erfolgreich absolviert hatte, studierte er bis zum 1934 abgelegten Ersten Staatsexamen Jura in Heidelberg, München und Kiel.
Seine Zulassung zum Rechtsanwalt erhielt er 1946 nach seiner Rückkehr aus der Kriegsgefangenschaft, 1952 wurde er zum Notar bestellt. Da er beruflich Fuß gefasst hatte, begann sich der überzeugte Frankfurter ehrenamtlich für das Gemeinwohl zu engagieren und fand 1954 in der Polytechnischen Gesellschaft Aufnahme. 1948 berief ihn der Magistrat der Stadt Frankfurt in die wiedergegründete Frankfurter Historische Kommission.
Als die Gesellschaft 1966 nach dem plötzlichen Tod von Karlheinz Müller einen neuen Präsidenten benötigte, fiel die Wahl auf ihn als mittlerweile etablierten Rechtsanwalt und Notar, der sich seit Juni 1965 als Mitglied des Kuratoriums der Stiftung Blindenanstalt im Ehrenamt bewährt hatte. Er bekleidete das Präsidentenamt vom 12. Mai 1966 bis zum 26. April 1996 und damit länger als jeder andere zuvor. Kraft seines Amtes stand er in sämtlichen Führungsgremien der polytechnischen Tochterinstitute in der Verantwortung. So wirkte er unter anderem als Vorsitzender des Kuratoriums der Stiftung Blindenanstalt, des Vorstandes des Vereins zur Pflege der Kammermusik, des Verwaltungsausschusses der Wöhlerstiftung und des Instituts für Bienenkunde sowie als einfaches Vorstandsmitglied im Kunstgewerbeverein und im Kuratorium Kulturelles Frankfurt.
Der Verwaltungsrat der Frankfurter Sparkasse 1822 wählte ihn im Februar 1974 zum neuen Vorsitzenden, womit erstmals in der Geschichte der Frankfurter Sparkasse der amtierende Präsident der Polytechnischen Gesellschaft beide Positionen in Personalunion bekleidete. Nach der 1989 vollzogenen Fusion der Frankfurter Sparkasse mit der Stadtsparkasse Frankfurt teilte sich Schmidt-Knatz bis 1994 den Verwaltungsratsvorsitz mit Stadtkämmerer Ernst Gerhardt. Sein Nachfolger als Präsident der Polytechnischen Gesellschaft Hans-Jürgen Hellwig ehrte ihn in seiner Antrittsrede am 26. April 1996 mit der Feststellung „Franz Schmidt-Knatz de Societate Polytechnica bene meritus“ (Franz Schmidt-Knatz hat sich um die Polytechnische Gesellschaft besonders verdient gemacht). Auf Vorschlag des engeren Ausschusses wählte die Mitgliederversammlung Schmidt-Knatz zum Ehrenmitglied und stellte ihn in eine Reihe mit August Anton Wöhler oder Kurt Blaum.
Franz Schmidt-Knatz erhielt für sein ehrenamtliches Engagement zahlreiche Auszeichnungen. So zeichnete ihn die Stadt Frankfurt am Main 1984 mit der Ehrenplakette aus. Das Bundesverdienstkreuz 1. Klasse und die Ehrensenator-Würde der Johann Wolfgang Goethe-Universität hatte er schon 1980 verliehen bekommen.

## Auszeichnungen
- 1980: Bundesverdienstkreuz 1. Klasse
- 1980: Ehrensenator der Johann-Wolfgang-Goethe-Universität Frankfurt am Main
- 1984: Ehrenplakette der Stadt Frankfurt am Main
- 1992: Hessischer Verdienstorden